# Jan Buis

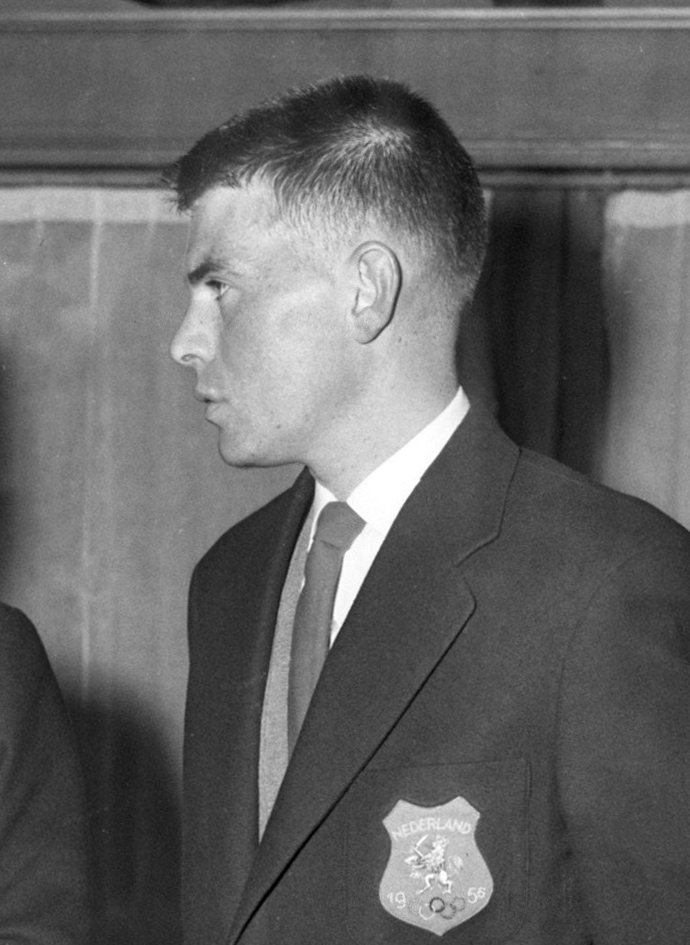
Jan Buis 1956

Jan Buis (* 15. Februar 1933 in Badhoevedorp (Provinz Noord-Holland)) ist ein ehemaliger niederländischer Radrennfahrer.

## Sportliche Laufbahn
Buis war im Straßenradsport und im Bahnradsport aktiv. Bei den Straßenradsport-Weltmeisterschaften 1956 in Kopenhagen kam er beim Sieg seines Landsmannes Frans Mahn auf den dritten Platz im Rennen der Amateure. In der Ronde van Midden-Nederland 1956 wurde er hinter Piet de Jonhg Zweiter, ebenso in der Fyen Rundt 1958 in Dänemark hinter Mogens Tvilling. Auf der Bahn gewann er 1959 mit dem Muratti Gold Cup eines der bedeutendsten internationalen Bahnrennen in Großbritannien.